# Piezocera gratiosa
Piezocera gratiosa är en skalbaggsart som beskrevs av Auguste Lameere 1893. Piezocera gratiosa ingår i släktet Piezocera och familjen långhorningar.
Artens utbredningsområde är Venezuela. Inga underarter finns listade i Catalogue of Life.